# Dzieje imion w Polsce
Dzieje imion w Polsce

## Czasy najdawniejsze – imiona rodzime (słowiańskie)
Przed pojawieniem się na ziemiach polskich chrześcijaństwa używano tysięcy rodzimych imion, z których większość zaginęła bez śladu. Były to imiona słowiańskie, bądź stworzone przez Słowian, bądź przejęte przez nich w przeszłości od innych ludów, bądź wywodzące się jeszcze z czasów wspólnoty indoeuropejskiej.
Najprawdopodobniej pierwsze imiona były tzw. imionami odapelatywnymi, czyli wywodzącymi się od nazw pospolitych. Imiona te w sposób pośredni lub bezpośredni, określały cechy zewnętrzne lub wewnętrzne człowieka, który je nosił. Miały one charakter przezwiskowy i mogły występować obok prawdziwych imion. Mogły odnosić się do:
- zawodu, np. Kowal;
- miejsca zamieszkania, np. Rawiok (pochodzący z Rawy Mazowieckiej);
- zwierzęcia, np. Lis;
- rośliny, np. Jawor;
- cechy, np. Uchacz (z powodu odstających uszu), Białowąs (gdyż miał białe wąsy).

Między XII a XIV wiekiem imiona odapelatywne zaczynały występować już normalnie obok imion zwykłych, a tym samym zaczynały pełnić funkcję nazwiska.
Jedynie część dawnych imion została zapisana w dokumentach i dzięki temu zachowana do naszych czasów. Jednym z najważniejszych źródeł, dzięki któremu można zapoznać się z bogactwem dawnych imion słowiańskich jest Bulla gnieźnieńska z 1136 roku wystawiona przez papieża Innocentego II na prośbę Jakuba ze Żnina, arcybiskupa gnieźnieńskiego. Papież wyliczył w niej posiadłości arcybiskupa, m.in. wsie oraz chłopów w nich mieszkających. Dokument zawiera ponad 300 imion posiadaczy, chłopów, koniuchów, łagiewników (wytwórców łagwi, czyli naczyń drewnianych), a także piwowarów, cieśli i rycerzy.
Wedle bulli do arcybiskupstwa gnieźnieńskiego należała:
prowincja Żnin z dziesięcinami, z targiem, z jeziorami i z całą jurysdykcją świecką, złożona z tych wsi: Grochowiszcza z tymi posiadaczami: Dziurzewic (lub Durzewic), Radzięta, Mysłak, Sirak; Starzy Biskupicy z tymi: Sławosz, Rus, Suł, Białowąs, Witosza, Pęcisz, Smarsk (lub Smarżk, Zmarsk), Miłoch, Kraik, Niegłos, Koniusz, Dał (lub Dal), Marłek, Krzyż, Pozdziech, Redzięta, Smogorz, Domk, Dygoma (lub Dzigoma), Kobyłka, Parzech, Kłobuczek, Pępik, Kędzierza, Komor, Zdamir (lub Żdomir), Będzieciech, z których niektórzy przebywają w Zagorzynie; Czaple z tymi: Krzos, Smarz (lub Smarż), Czyrzniela, Zdziewuj, Sułek (lub Sulek), Miłochat (lub Miłoczat), Chrap, Dłotla, Taisz, Goły, Siedlon, Kościoł, Milich, Lederg, Sulirad, Puka. Również Żyrdnicy z tymi posiadaczami: Karna, Dobek, Milej, Snowid, Targosza, Cirzpisz, Mieszek, Męcina, Łowęta...
Dalej można przeczytać:
Również Sadowo z tymi: Stanoch, Pizla (lub Pizła), Boruch, Wojan, Dargorad, Radost, którego pierworodnym (synem) jest Rpisz, Niezda, Wilkosz, Żerzucha, Radosz, Rusowic...
Bulla wylicza następnie ludzi pełniących powinności dla arcybiskupstwa:
obowiązek koniuchów ci pełnią: Gościwuj, Wojuta, Niezamysł z trzema braćmi, Goszczon, Dziadk, Radost, Mękosza, Nadziej, Mozuta (?). Łagiewnikami zaś ci są: Krzyżan i Sobik z braćmi, Bolech z braćmi. Chłopami zaś są ci: Modlęta, Smogorz, Gniewosz z braćmi, Ćmina z bratem, Piskla, Maruszk, Sędziej, Domawuj, Cykarzewic (lub Cikarzewic, Tykarzewic), Smogorz, Witosz, Rusota z synami i braćmi... Ci zaś są cieślami: Wrzeszcz, Cis, Dułgota, Doman, Golijan (?). Gośćmi zaś ci są: Połk, Pokaj, Cieszęta, Łazina, Smarz (lub Smarż), Złymysł (lub Żelimysł), Uściech, Męcisz, Godzina, Pęcien, Czyrzniech, Modlic (?), Goszczon, Dobiesz z synami, Miłosz, Kwasek. Rycerzami także ci są: Soba (lub Sobia), Stoigniew, Żegost (lub Siegost), Męcisz...
Drugą kategorię imion stanowiły, tzw. imiona dwuczłonowe. Wiele z tych imion np. Wrocisław wywodzi się jeszcze z języka prasłowiańskiego, część przetrwała do dzisiejszych czasów. Cechą charakterystyczną imion dwuczłonowych było to, że:
- składały się z dwóch członów, tworzących jeden wyraz, np. Miłowit, Sławomir, Radosław,
- miały one funkcję magiczną, tj. miały uchronić dziecko przed działaniem złych mocy, np. Niemoj („nie mój” – gdy rodzic objęty był klątwą, takie imię miało go uchronić przed złymi mocami);
- były to, tzw. imiona życzeniowe; np. imię Borzysław oznacza – oby był sławnym wojownikiem, czy Dzierżykraj, czyli „władający krajem”;
- określały ono dziecko, np. Biezdziad (niemający dziada)[1].

Niektóre dwuczłonowe imiona słowiańskie mieli prawo nosić prawdopodobnie wyłącznie członkowie panujących dynastii (np. imię Bolesław dopiero w XV wieku po raz pierwszy użyte zostało przez osoby nienależące do rodu książęcego). Chłopi nosili zwykle imiona jednoczłonowe, czego dobitnym przykładem jest powyższa bulla.
Imiona dynastii piastowskiej, takie jak Mieszko, Lstek, Bolesław, Kazimierz, Władysław, także Siemowit, Siemomysł, zaliczały się do imion agnacyjnych, czyli dziedziczonych po mieczu, lub kognacyjnych, czyli dziedziczonych po kądzieli. Siemowit występował wśród Piastów mazowieckich do XV wieku; Siemomysł, podobnie jak Siemowit, był imieniem charakterystycznym dla Piastów mazowieckich. Mieszko to imię agnacyjne, a ostatnim jego nosicielem wśród Piastów był Mieszko bytomski, biskup nitrzański i weszpremski. Lestek (pierwotnie: Lstek) w XIII i XIV wieku stał się imieniem charakterystycznym dla książąt śląskich. Imię Bolesław zostało zapożyczone od Przemyślidów poprzez dziedziczenie po linii żeńskiej (imię kognacyjne). Ostatnim jego piastowskim przedstawicielem był Piast mazowiecki, Bolesław V, książę warszawski (XV w.). Pierwszym Kazimierzem wśród Piastów był Kazimierz Odnowiciel, syn Mieszka II i Rychezy; ostatnim – Kazimierz II, książę cieszyński, zm. w 1528 roku. Imię to było także nadawane w dynastii Jagiellonów. Władysław pojawił się wśród Piastów wraz z narodzinami Władysława I Hermana, syna Kazimierza I Odnowiciela i Dobroniegi Marii; ostatnim Piastem o tym imieniu był Władysław zatorski, z linii książąt cieszyńskich i oświęcimskich, zmarły pod koniec XV wieku.
Imiona męskie zdrabniano przy użyciu przyrostków -’ec (np. Bogumilec), -ek (Bohdanek), -a (Zbyluta, Przedpełka), -ka (stosowanego także do imion żeńskich; przykłady na użycie w stosunku do mężczyzn to m.in. Bogdanka, Boguradka, Niemirka, Samborka), a także -jь (te ostatnie w nazwach miejscowych mają funkcję dzierżawczą; przykłady to Chwaliboż, Faliboż, Unieboż, Blizborz, Raciborz, Kazimirz, Wszeborz, Sławomirz, Spyćmierz, Sieciesz, Wojciesz, prawdopodobnie Domaradz, Bogwiedz) i -ja (Niemirza, Bogwidza, prawdopodobnie Sieciesza).
| Najczęściej nadawane imiona w Polsce                       |
| męskie                                                     |
| ---------------------------------------------------------- |
| XIV/XV: 1. Mikołaj 2. Jan 3. Piotr 4. Stanisław            |
| XVI: 1. Jan 2. Mikołaj 3. Stanisław 4. Andrzej             |
| XVII: 1. Jan 2. Stanisław 3. Andrzej 4. Wojciech           |
| XVIII: 1. Józef 2. Jan 3. Antoni 4. Stanisław              |
| XIX: 1. Józef 2. Jan 3. Antoni 4. Stanisław                |
| 1901–1920: 1. Jan 2. Stanisław 3. Józef 4. Władysław       |
| 1921-1930: 1. Stanisław 2. Jan 3. Józef 4. Tadeusz         |
| 1931-1940: 1. Jan 2. Stanisław 3. Józef 4. Tadeusz         |
| 1941-1950: 1. Jan 2. Stanisław 3. Józef 4. Jerzy           |
| 1951-1960: 1. Andrzej 2. Jan 3. Stanisław 4. Jerzy         |
| 1961-1970: 1. Andrzej 2. Krzysztof 3. Marek 4. Piotr       |
| 1971-1980: 1. Tomasz 2. Piotr 3. Krzysztof 4. Marcin       |
| 1981-1990: 1. Łukasz 2. Marcin 3. Paweł 4. Piotr           |
| 1991: 1. Mateusz 2. Łukasz 3. Paweł 4. Michał              |
| 1992: 1. Mateusz 2. Michał 3. Łukasz 4. Paweł              |
| 1993: 1. Mateusz 2. Michał 3. Łukasz 4. Kamil              |
| 1994: 1. Mateusz 2. Michał 3. Kamil 4. Piotr               |
| 1995: 1. Mateusz 2. Michał 3. Kamil 4. Patryk              |
| 1996: 1. Mateusz 2. Kamil 3. Michał 4. Patryk              |
| 1997: 1. Mateusz 2. Kamil 3. Michał 4. Jakub               |
| 1998: 1. Mateusz 2. Jakub 3. Michał 4. Patryk              |
| 1999: 1. Mateusz 2. Jakub 3. Michał 4. Patryk              |
| 2000–2002: 1. Jakub 2. Mateusz 3. Kacper 4. Michał         |
| 2003–2005: 1. Jakub 2. Kacper 3. Mateusz 4. Michał         |
| 2006: 1. Jakub 2. Kacper 3. Mateusz 4. Szymon              |
| 2008: 1. Jakub 2. Kacper 3. Mateusz 4. Szymon              |
| 2009: 1. Jakub 2. Kacper 3. Szymon 4. Mateusz              |
| 2010: 1. Jakub 2. Szymon 3. Kacper 4. Filip                |
| 2011: 1. Jakub 2. Szymon 3. Filip 4. Kacper                |
| 2012: 1. Jakub 2. Kacper 3. Filip 4. Szymon                |
| 2013: 1. Jakub 2. Kacper 3. Filip 4. Szymon                |
| 2014: 1. Jakub 2. Kacper 3. Antoni 4. Filip                |
| 2015: 1. Jakub 2. Antoni 3. Szymon 4. Jan                  |
| 2016: 1. Antoni 2. Jakub 3. Szymon 4. Jan                  |
| 2017–2018: 1. Antoni 2. Jakub 3. Jan 4. Szymon             |
| 2019: 1. Antoni 2. Jan 3. Jakub 4. Aleksander              |
| 2020: 1. Antoni 2. Jan 3. Aleksander 4. Jakub              |
| 2021: 1. Antoni 2. Jan 3. Aleksander 4. Franciszek         |
| 2022: 1. Antoni 2. Jan 3. Aleksander 4. Nikodem            |
| 2023: 1. Nikodem 2. Antoni 3. Jan 4. Aleksander            |
| 2024: 1. Nikodem 2. Antoni 3. Jan 4. Aleksander            |
| żeńskie                                                    |
| XIV/XV: 1. Małgorzata 2. Katarzyna 3. Anna 4. Dorota       |
| XVI: 1. Anna 2. Katarzyna 3. Elżbieta 4. Barbara           |
| XVII: 1. Katarzyna 2. Zofia 3. Anna 4. Marianna            |
| XVIII: 1. Marianna 2. Anna 3. Józefa 4. Rozalia            |
| XIX: 1. Maria 2. Zofia 3. Anna 4. Marianna                 |
| 1901–1920: 1. Maria 2. Marianna 3. Helena 4. Zofia         |
| 1921-1930: 1. Janina 2. Maria 3. Helena 4. Zofia           |
| 1931-1940: 1. Maria 2. Janina 3. Zofia 4. Krystyna         |
| 1941-1950: 1. Maria 2. Krystyna 3. Janina 4. Zofia         |
| 1951-1960: 1. Maria 2. Krystyna 3. Elżbieta 4. Teresa      |
| 1961-1970: 1. Małgorzata 2. Anna 3. Ewa 4. Elżbieta        |
| 1971-1980: 1. Agnieszka 2. Anna 3. Katarzyna 4. Małgorzata |
| 1981-1990: 1. Anna 2. Katarzyna 3. Agnieszka 4. Magdalena  |
| 1991: 1. Katarzyna 2. Anna 3. Paulina 4. Magdalena         |
| 1992: 1. Anna 2. Katarzyna 3. Paulina 4. Karolina          |
| 1993: 1. Anna 2. Katarzyna 3. Karolina 4. Paulina          |
| 1994: 1. Karolina 2. Paulina 3. Katarzyna 4. Anna          |
| 1995: 1. Karolina 2. Aleksandra 3. Katarzyna 4. Paulina    |
| 1996: 1. Karolina 2. Aleksandra 3. Paulina 4. Klaudia      |
| 1997: 1. Karolina 2. Aleksandra 3. Natalia 4. Klaudia      |
| 1998: 1. Aleksandra 2. Natalia 3. Karolina 4. Klaudia      |
| 1999: 1. Aleksandra 2. Natalia 3. Karolina 4. Weronika     |
| 2000: 1. Natalia 2. Aleksandra 3. Wiktoria 4. Julia        |
| 2001–2004: 1. Julia 2. Wiktoria 3. Natalia 4. Aleksandra   |
| 2005–2006: 1. Julia 2. Wiktoria 3. Oliwia 4. Natalia       |
| 2008: 1. Julia 2. Wiktoria 3. Zuzanna 4. Maja              |
| 2009: 1. Julia 2. Maja 3. Zuzanna 4. Wiktoria              |
| 2010: 1. Julia 2. Maja 3. Zuzanna 4. Lena                  |
| 2011: 1. Julia 2. Maja 3. Lena 4. Zuzanna                  |
| 2012: 1. Julia 2. Lena 3. Maja 4. Zuzanna                  |
| 2013: 1. Lena 2. Julia 3. Zuzanna 4. Maja                  |
| 2014: 1. Lena 2. Zuzanna 3. Julia 4. Maja                  |
| 2015: 1. Zuzanna 2. Lena 3. Julia 4. Maja                  |
| 2016: 1. Zuzanna 2. Julia 3. Lena 4. Maja                  |
| 2017: 1. Julia 2. Zuzanna 3. Zofia 4. Lena                 |
| 2018: 1. Zuzanna 2. Julia 3. Maja 4. Zofia                 |
| 2019: 1. Zuzanna 2. Julia 3. Zofia 4. Maja                 |
| 2020: 1. Zuzanna 2. Julia 3. Zofia 4. Hanna                |
| 2021: 1. Zuzanna 2. Zofia 3. Hanna 4. Julia                |
| 2022: 1. Zofia 2. Zuzanna 3. Hanna 4. Laura                |
| 2023: 1. Zofia 2. Zuzanna 3. Laura 4. Hanna                |
| 2024: 1. Maja 2. Zofia 3. Zuzanna 4. Laura                 |

## Pojawienie się imion chrześcijańskich i odwrót od imion rodzimych
Wraz z nastaniem chrześcijaństwa imiona rodzime zaczęły być stopniowo wypierane przez imiona chrześcijańskie o pochodzeniu:
- greckim (np. Eustachy, Teodor, Agnieszka),
- łacińskim (np. Urban, Walenty, Łucja),
- hebrajskim (np. Abraham, Beniamin, Sara), aramejskie (np. Tomasz, Marta),
- germańskim (np. Konrad, Robert, Matylda), rzadziej celtyckie (np. Brygida, Gaweł, Kilian).

W wielu przypadkach imię chrześcijańskie pełniło funkcję imienia chrzestnego, podczas gdy równolegle funkcjonowało imię słowiańskie. Zjawisko dwuimienności występowało zwyczajowo np. w dynastii piastowskiej – np. Kazimierz Odnowiciel nosił drugie imię Karol. XI-wieczny biskup krakowski Suła nosił drugie imię Lambert.
Imiona te pochodziły często z Biblii, zarówno ze Starego Testamentu (np. Dawid, Adam, Ewa, Daniel) jak i, przede wszystkim, z Nowego Testamentu, skąd brano cieszące się od tego czasu olbrzymią popularnością imiona apostołów i ewangelistów (np. Piotr, Jan, Jakub, Mateusz, Szymon). Drugim głównym źródłem imion chrześcijańskich były (i pozostają nadal) imiona świętych męczenników i wyznawców okresu starochrześcijańskiego (do V wieku), takie jak Aleksy, Grzegorz, Klemens, Cecylia, Urszula, Krystyna oraz imiona świętych średniowiecza: założycieli wielkich zakonów (np. Dominik, Franciszek, Klara, Róża), opatów (np. Bernard, Gertruda), zakonników i zakonnic (np. Egbert, Hildegarda), pustelników (np. Arnulf, Benedykt), biskupów (np. Adalbert, Otto) oraz członków dynastii panującej (np. Karol, Jolanta).
Imiona niesłowiańskie trafiały do polszczyzny za pośrednictwem średniowiecznych języków liturgicznych i kancelaryjnych: łaciny (używanej na Zachodzie Europy, także w Polsce) i greki (używanej na Wschodzie Europy), stąd imiona zapisywano w formie łacińskiej (lub zlatynizowanej) i greckiej (lub zgrecyzowanej). Niektóre imiona dotarły też do Polski za pośrednictwem języka staro-cerkiewno-słowiańskiego, będącego językiem liturgicznym chrześcijan obrządku słowiańskiego.
O ostatecznej formie imienia w Polsce decydowały też silne wpływy języków państw sąsiednich (szczególnie czeskiego i niemieckiego, na pograniczu wschodnim także ruskich) oraz zmiany zachodzące w średniowieczu w polszczyźnie. Niekiedy to samo imię zapożyczano za pośrednictwem różnych źródeł stąd różne jego formy funkcjonujące niekiedy do dzisiaj, np. grecki Stephanos został najpierw zaadaptowany do języka polskiego jako Szczepan (za pośrednictwem języka czeskiego) oraz później jako Stefan (za pośrednictwem łaciny).
Obce imiona ulegały daleko idącemu przetworzeniu i spolszczeniu, powstawały więc formy takie jak Bień (od Benedykta), Pach, Pasz, Pasek, Paszek (od Pawła), Bończa (od Bonifacego), Idzi (od Egidiusza), Pietrek, Pietrzyk, Piotrusz, Piech lub Pioch (od Piotra), Jaracz (od Horacego), Jarosz (od Hieronima), Kuba lub Jakusz (od Jakuba), Tworzyjan (od Floriana), Jaksa (od Jakuba), Jaktor (od Hektora), Larysz (od Hilarego). Niektóre zdrobnienia mogły powstawać zarówno od imion rodzimych jak obcych (np. Grzymek od Grzymisława lub Peregrinusa, Jacz od Jaczemira lub Jakuba czy Hiacynta). Andreas został wcześniej spolszczony jako Jędrzej, następnie jako Andrzej. Niekiedy także powstawały nowe imiona powstałe z imion obcych, do których do dodano końcówkę -sław (np. Janisław, Gwisław, Biedrzysław, Iwosław, Markusław).
Czasami tłumaczono obce imiona na język polski (np. Feliksa na Szczęsnego) lub identyfikowano imiona słowiańskie z łacińskimi lub greckimi (np. Lasotę z Sylwestrem, Żegotę z Ignacym).
Już w okresie staropolskim spotykało się nieliczne osoby noszące imiona bohaterów z mitologii i literatury, przede wszystkim greckiej (np. Hektor, Ajaks), ale też rzymskiej (np. Horacy), celtyckiej (np. Tristan), niemieckiej (np. Ernest, Zygfryd) czy poematów cyklu karolińskiego (np. Oliwer).
Na skutek decyzji soboru trydenckiego, który się odbył w 1563 roku, biskupi katoliccy zabronili nadawać imiona, które nie byłyby imionami świętych. Katolicy mogli odtąd wybierać imiona wyłącznie z kalendarza chrześcijańskiego, gdzie z imion słowiańskich były używane przede wszystkim imiona Czesław, Kazimierz, Ludmiła, Stanisław, Wacław, Wojciech i Władysław. Jako chrześcijańskie nadawano też niektóre dawne słowiańskie imiona teoforyczne (np. Bogdan, Bogumił, Bogusław). Inne imiona słowiańskie były używane jedynie przez protestantów lub niekiedy przez szlachtę (np. Dobrogost, Zbigniew).

## Zmiany charakterystyczne dla późniejszych okresów
Główny kanon imion w Polsce począwszy od XVI wieku ulegał już stosunkowo niewielkim zmianom. W XVII i XVIII wieku doszły nowe imiona świętych (np. Ksawery, Alojzy, Teresa). W okresie oświecenia zaczęły pojawiać się na większą skalę imiona świeckie, szczególnie imiona zapożyczone z tradycji literackiej, np. Oskar, Malwina (oba pochodzące z tzw. pieśni Osjana) czy Delfina. Także późniejsze niektóre imiona literackie były nadawane dzieciom (przykładem są Mickiewiczowska Grażyna i Telimena oraz Sienkiewiczowska Danuta i Ligia).
Pod koniec XVIII, a zwłaszcza w XIX wieku, ponownie zaczęto się interesować rodzimymi imionami, wyszukiwać je ze starych ksiąg, niekiedy odtwarzać (mniej lub bardziej umiejętnie) i tworzyć nowe imiona na wzór dawnych słowiańskich (np. Lechosław czy Wieńczysław). W XIX wieku księża katoliccy, którzy wcześniej ze względów religijnych zwalczali stare imiona słowiańskie, zaczęli je teraz ze względów patriotycznych (zachowanie polskości w okresie zaborów) propagować. Dla wskrzeszenia imion staropolskich, które uległy zapomnieniu, zasługi położył szczególnie T. Wojewódzki, który anonimowo ogłosił w „Przewodniku Warszawskim” za rok 1827 ułożony przez siebie kalendarz, powtórzony w 1829 r. pt. Imiona słowiańskie dla swej osobliwości zebrane i porządkiem miesięcy i dni ułożone. Odczytując imiona ze źródeł, poczynił on liczne błędy, które utrwaliły się w niektórych przypadkach na długie lata. Imiona słowiańskie zostały wpisane do kalendarzy, umieszczane w dziełach literackich i po wiekach nieobecności znowu były często nadawane dzieciom (np. Ludomir, Bolesław, Mścisław, Bronisław, Miłosław, Dobiesław, Dobrosław i ich żeńskie odpowiedniki). Także w XX wieku niektóre imiona słowiańskie cieszyły się dużą popularnością (np. Wiesław, Zdzisław, Zbigniew, Przemysław, Radosław, Jarosław, Mirosław, Sławomir i ich żeńskie formy).
Imię Jezus, podobnie jak w innych krajach (wyjątkami są Hiszpania oraz kraje latynoskie) nie było nigdy nadawane ze względu na wielki szacunek do Chrystusa. Z tego samego powodu imię Maria było nadawane w dawnych wiekach sporadycznie, zastępowano je, bardzo popularnymi w niektórych okresach, imionami Marianna i Maryna. Imię Maria zaczęto nadawać częściej dopiero od czasów reformacji, ale nadawali je niemal wyłącznie protestanci. Jeszcze w połowie XIX wieku niektórzy bardziej konserwatywni księża katoliccy odmawiali chrzczenia dziewczynek tym imieniem, jednak od tego czasu imię to szybko zyskało wielką popularność.
Wiek XX charakteryzował się dużym napływem nowych imion zapożyczanych za pośrednictwem języków zachodnich, głównie angielskiego, francuskiego i niemieckiego. Pojawiły się liczne zapożyczenia nowych form imion istniejących już od dawna w polszczyźnie. Przykładowo obok imienia Joanna (istniejącego też w nowszej formie Janina) pojawiły się też francuska, być może zapośredniczona przez język rosyjski Żanna czy Żaneta zapisywane także m.in. jako Żanette, Żanet, Żanete, Jeanette itp. Te ostatnie formy jako sprzeczne z prawem polskim są piętnowane przez Radę Języka Polskiego a urzędy stanu cywilnego odmawiają często ich rejestracji. Od lat 70. XX wieku popularność takich imion jak Brajan, Kewin, Denis, Nikola czy Dżesika (imię zapisywane w najróżniejszych wariantach) bierze się w znacznym stopniu z mediów, szczególnie telewizji, upowszechniającej kulturę krajów zachodnich.
Obecnie wciąż tworzone są nowe formy imion słowiańskich, które jednak są używane sporadycznie. Imiona popularne kilkadziesiąt lat temu są coraz rzadziej nadawane, a pojawiają się w ich miejsce imiona niegdyś nienotowane w Polsce lub rzadko spotykane (np. Milena, Krzesimir, Miłosz, Mieszko, Dobromir czy Sambor). Dotyczy to także innych imion, które w jednym okresie doświadczają wielkiej fali popularności, a w innym zostają zapomniane na jakiś czas (kilkadziesiąt, a nawet więcej lat), dopóki znowu nie stają się modne. Typowym przykładem takiego imienia jest Jakub: imię niezmiernie popularne w średniowieczu, później nadawane coraz rzadziej, w XIX wieku niemal wyłącznie przez ludność wiejską i żydowską, także w XX nie cieszące się popularnością aż do lat 70. tego stulecia, zaś na przełomie XX i XXI wieku należące do najczęściej nadawanych imion w Polsce. Również imię Mikołaj było w późnym średniowieczu i w czasach nowożytnych jednym z najpopularniejszych imion męskich w Polsce, w XIX wieku i w pierwszej połowie XX wieku było nadawane niemal wyłącznie przez ludność prawosławną (zwłaszcza na Tarnopolszczyźnie, ziemi lwowskiej i wschodniej Lubelszczyźnie), pod koniec XX wieku stało się ponownie jednym z najczęściej nadawanych imion.
Począwszy od drugiej połowy XX wieku mody imiennicze w Polsce stały się coraz wyraźniejsze, imiona coraz szybciej zyskują popularność i coraz szybciej ją tracą. Do wyjątków należą imiona takie jak Anna, cieszące się wysoką popularnością przez wszystkie lata. Częściej w charakterze imion oficjalnie nadawanych występują zdrobnienia, np. Kuba (od Jakuba), Bartosz (od Bartłomieja), Roma (od Romany), Iza (od Izabeli).